# Асенсьон (вулкан)
Асенсьон — вулкан. Располагается на острове Вознесения, относящийся к заморской территории Великобритании — Острова Святой Елены, Вознесения и Тристан-да-Кунья.
Асенсьон — стратовулкан, высотой 858 метров. Находится в 100 километрах к западу от Южно-Атлантического хребта. Данная гора является высшей точкой острова. Подводная часть острова уходит на глубину более 3 000 метров. Вулкан окружают около 100 шлаковых конусов и куполов, кратеров. Ближе к вершине вулкана преобладают базальтовые породы, в долине и близлежащие купола, к востоку от вершины сложены трахитами. С XVI века извержения вулкана не наблюдались. Однако на острове видны свежие застывшие лавовые потоки, направленные к северу и югу от подножия вулкана и достигающие побережья океана. Всё это указывает о деятельности вулкана в современный период.
Вулкан Асенсьон и кратеры, окружающие его считаются спящими, то есть в любой момент может проявиться вулканическая активность.